# Norman Yoffee
Norman Yoffee (* 25. Mai 1944) ist ein US-amerikanischer Altorientalist.

## Leben
Er erwarb den BA an der Northwestern University (1966) und den PhD an der Yale University (1973). Er lehrte an der University of Arizona (1973–1993) und an der University of Michigan (1993–2010).

## Schriften (Auswahl)
- The economic role of the crown in the Old Babylonian period. Malibu 1977. ISBN 0-89003-020-0.
- Explaining trade in ancient Western Asia. Malibu 1981, ISBN 0-89003-002-2.
- mit Veysel Donbaz: Old Babylonian texts from Kish conserved in the Istanbul Archaeological Museums. Malibu 1986. ISBN 0-89003-086-3.
- mit Stephanie Dalley: Old Babylonian texts in the Ashmolean Museum. Texts from Kish and elsewhere. Oxford 1991, ISBN 0-19-814479-2.